# Bundesautobahn 210
De Bundesautobahn 210 (kortweg A210) is een Duitse autosnelweg tussen Rendsburg en Kiel. De A210 werd in gedeelten tussen 1987 en 1989 geopend en vervangt hier de B202. De A210 heeft geen vluchtstroken, maar om de 500 meter een noodparkeerhaven. Dit is ook de reden dat over de gehele autosnelweg een maximumsnelheid van 120 kilometer per uur geldt.